# Nikolai Alexandrowitsch Bugrow

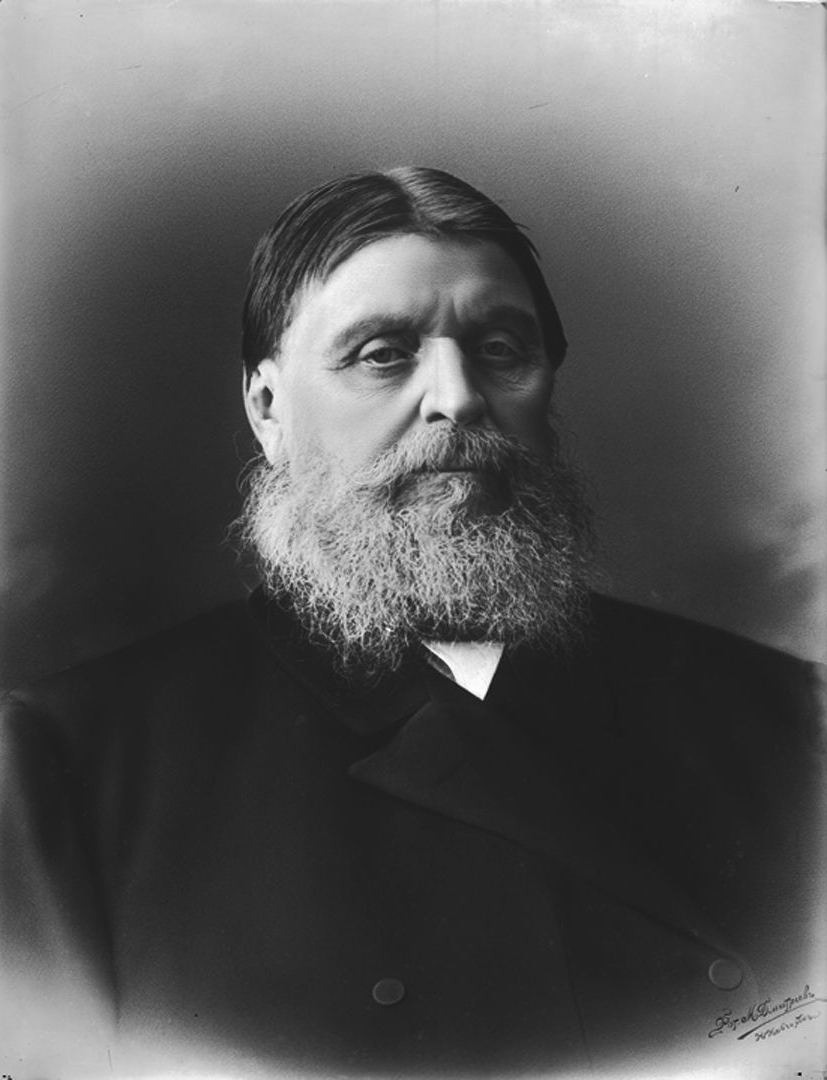
Nikolai Alexandrowitsch Bugrow

Nikolai Alexandrowitsch Bugrow (russisch Николай Александрович Бугров; * 1837 in Nischni Nowgorod; † 16. Apriljul. / 29. April 1911greg. ebenda) war ein russischer Unternehmer und Mäzen.

## Leben
Bugrow stammte aus einer altgläubigen Familie aus dem Ujesd Semjonow. Sein Vater war der Kaufmann Alexander Petrowitsch Bugrow. Sein Großvater war der Kaufmann Pjotr Jegorowitsch Bugrow, der Wassermühlen pachtete und modernisierte.
Bugrow war Kaufmann der 1. Gilde und führte das ererbte Familienunternehmen erfolgreich fort. Er modernisierte die Mehlproduktion durch Einführung eines  Walzenmahlverfahrens. 1892 ließ er sich nach dem Projekt Pawel Petrowitsch Malinowskis eine Holzdatsche in Wolodarsk bauen (jetzt Bezirksmuseum Wolodarsk). 1896 erhielt er das Recht, Brot für die Kaiserlich Russische Armee zu liefern. Für den Transport schuf er eine ganze Flotte von Lastkähnen und Dampfschiffen auf der Wolga. Anstatt mit Wasserrädern wurden Bugrows Mühlen mit Dampfmaschinen zum Mahlen von Getreide und Hülsenfrüchten betrieben. Das produzierte Mehl wurde direkt an den Schiffsanlegern in Nischni Nowgorod und den Dörfern Pawlowo, Worsma und Bogorodsk des Gouvernements Nischni Nowgorod verkauft.
Bugrow war der weltliche Führer der Gemeinde der Beglopopowzy-Altgläubigen in Nischni Nowgogord. In seinen Händen lag die gesamte Produktion der altgläubigen Lestowka-Gebetsketten. Er war ab 1879 Mitglied der Nischni Nowgoroder Stadtduma. 1881 wurde er Ehrenbürger der Stadt. Er unterhielt geschäftliche Beziehungen zu Sergei Juljewitsch Witte und Konstantin Petrowitsch Pobedonoszew. Er war gut bekannt mit Maxim Gorki, mit dem er Briefe wechselte.
Bugrow wandte viel Zeit und Geld für Wohltätigkeit und den Bau von Armenhäusern, Nachtasylen und ähnlichen Einrichtungen auf. Es wird angenommen, dass er während seines Lebens 10 Millionen Rubel nur für Almosen ausgab. Er war der wichtigste Hausbesitzer in Nischni Nowgorod und investierte bedeutende Mittel in den Städtebau. Ein Teil seiner Einnahmen floss regelmäßig in den Unterhalt der bereits von seinem Vater gebauten Nachtasyle. Er vollendete den von seinem Vater begonnenen Bau des Witwenhauses (1883–1887) am Nischni Nowgoroder Ljadow-Platz. Er baute das Gebäude der Wolga-Kama-Bank in Nischni Nowgorod, das neue Theater (1896) und finanzierte den Bau des Gebäudes der Stadtduma (1904, Projekt Wladimir Petrowitsch Zeidlers, seit 1919 Palast der Arbeit, jetzt Oblast-Gericht). Auf Bugrows Kosten entstanden in Nischni Nowgorod die erste zentrale Kanalisation, die erst Anfang der 1990er Jahre erweitert wurde, und 1880 die erste Wasserleitung. Von dem Jahresgewinn des Familienunternehmens verwendete er 45 % für Bedürfnisse der Stadt Nischni Nowgorod, 45 % für die Unternehmensentwicklung und die restlichen 10 % für den eigenen Bedarf und persönliche Wohltätigkeit. Er selbst lebte sehr einfach und bescheiden.
Maxim Gorki widmete ihm ein biografisches Essay. Stalin sagte, dass man bei der Verwaltung der Volkskommissariate von Bugrow lernen müsse, der Anordner und Buchhalter in einer Person war.

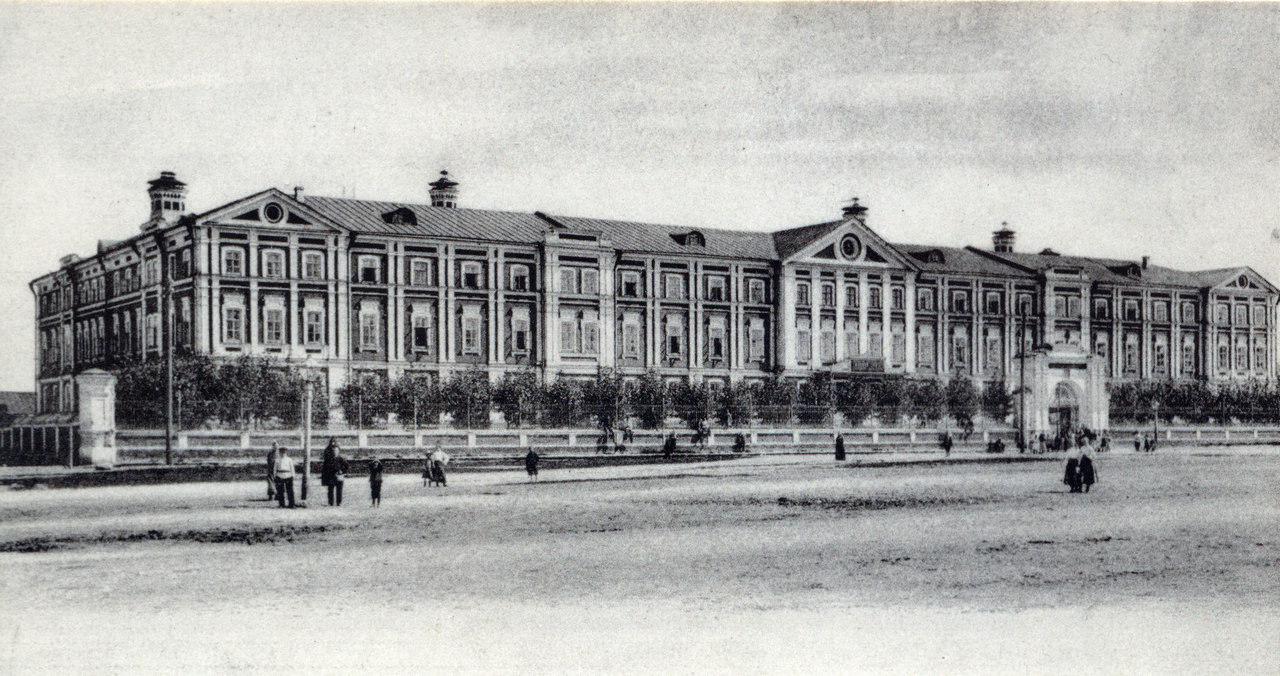
Witwenhaus, Nischni Nowgorod
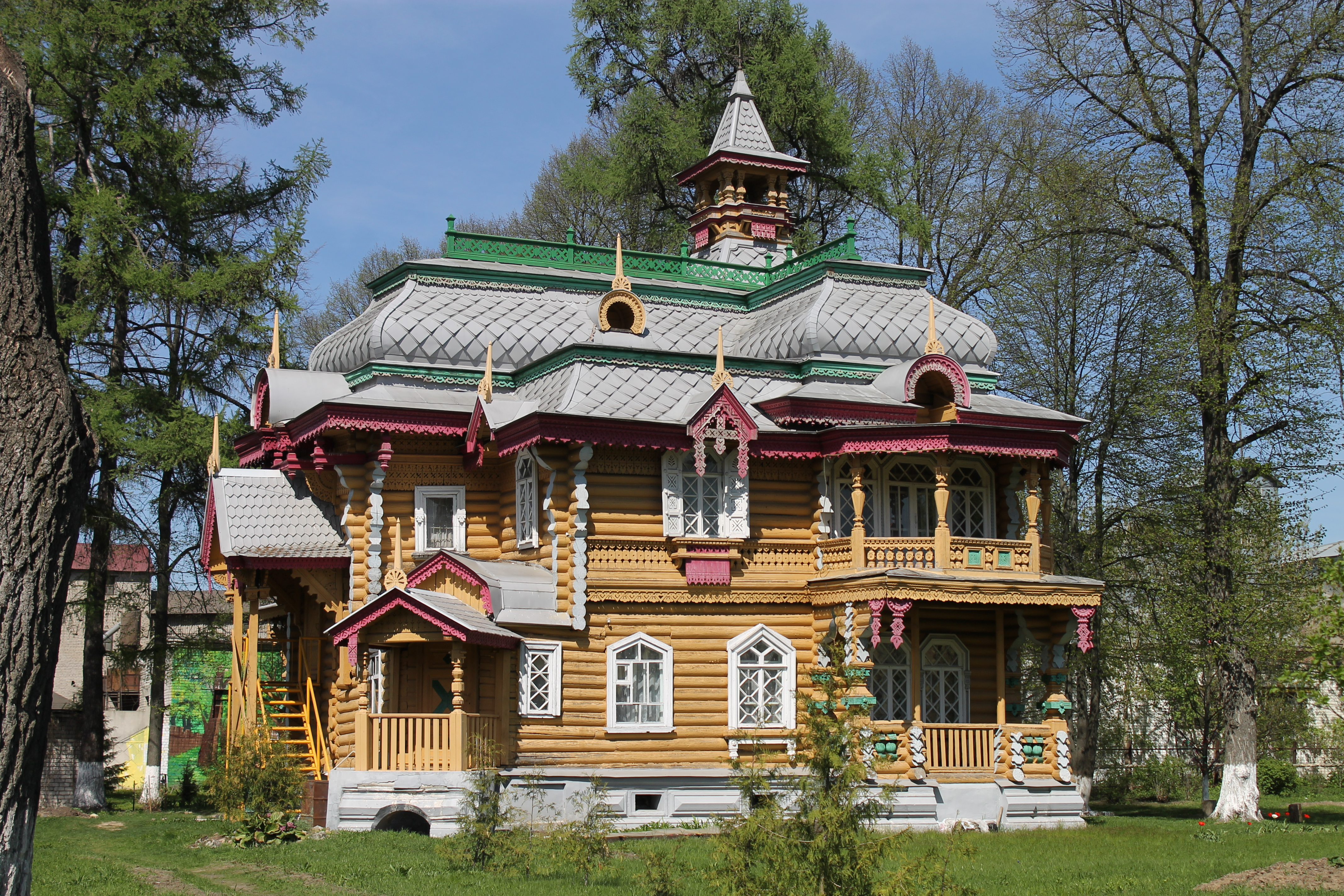
Bezirksmuseum Wolodarsk
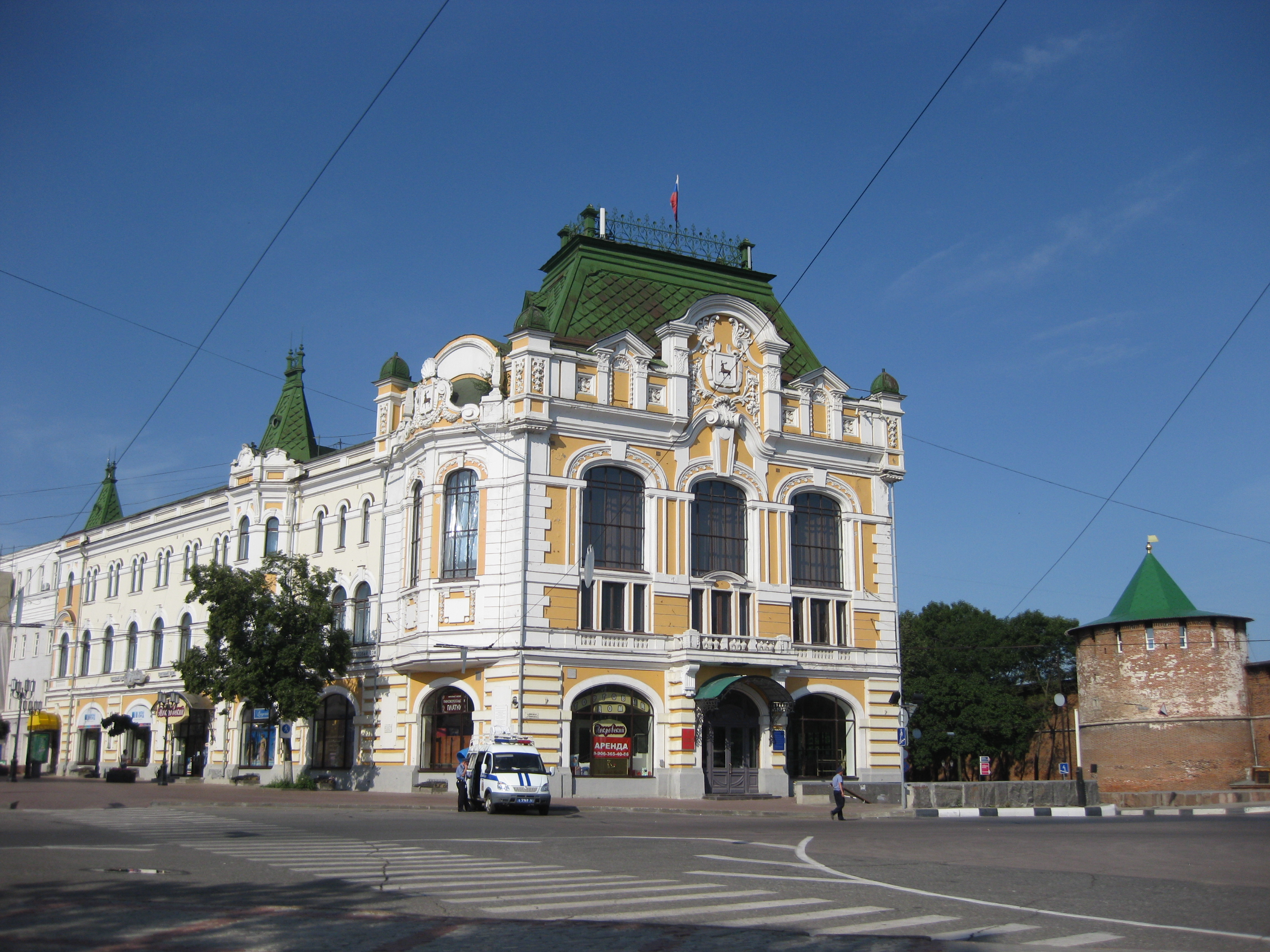
Palast der Arbeit, Nischni Nowgorod